# Phyllida Crowley Smith
Phyllida Crowley Smith (Isola di Wight, 1968) è una ballerina, attrice e cantante inglese, nota soprattutto come interprete di musical.
È famosa soprattutto per aver interpretato Victoria nel musical Cats a Londra e nella versione cinematografica del 1998 con Elaine Paige e John Mills. Ha recitato anche in altri musical, tra cui Fame (Londra, 1985) e Chitty Chitty Bang Bang (Londra, 2005).